# Romain Tranchart
Romain Tranchart, né le 9 juin 1976 à Boulogne-Billancourt, est un producteur, compositeur et musicien français, principalement connu pour son rôle au sein du duo de musique électronique Modjo. Le groupe a marqué les années 2000 avec leur hit international Lady (Hear Me Tonight), un des morceaux emblématiques du mouvement de la French touch.

## Biographie

### Jeunesse et formation
Romain Tranchart découvre la musique dès son jeune âge et s’oriente rapidement vers des études musicales. Il est formé par des musiciens renommés tels que Carmen Bezzina, Luiz Arantes, Frédéric Favarel, François Fichu, et Steve Carbonara à l'American School of Modern Music / IMEP Paris College of Music. Initialement passionné par le rock, le blues puis le jazz, il élargit ensuite son répertoire en s'intéressant à la production musicale électronique.

### Débuts dans la musique
Au début des années 1990, il forme son premier groupe, Seven Tracks, avec Davis Mouyal (chant), Paul de Homem-Christo (batterie) et Nicolas Bollier (basse). Puis il commence sa carrière en explorant divers genres musicaux tels que le jazz, le funk et la house. En 1999, il lance ses premiers projets sous le nom Funk Legacy.

### Carrière

#### Modjo (1998-2003)
En 1998, il s’associe avec le chanteur Yann Destagnol (alias Yann Destal) pour former le duo Modjo. Leur premier single, Lady (Hear Me Tonight), sort en 2000 et rencontre un succès international. Échantillonnant Soup for One de Chic, le titre atteint la première place dans plusieurs classements mondiaux et devient une référence de la French touch.
L’album éponyme Modjo sort en 2001 et comprend des morceaux tels que Chillin’ et What I Mean. Bien que le duo se sépare en 2003, Modjo reste une figure emblématique de la scène électronique française.

#### Carrière solo et collaborations
Après la dissolution de Modjo, Romain Tranchart se consacre à des projets en solo. Il collabore avec des artistes de divers horizons, notamment Sebastien Tellier, Shaggy, Mylène Farmer, Salif Keïta et Daby Touré. Il explore également de nouveaux styles musicaux, allant de la musique pop à la deep house, et contribue à de nombreux projets tels que la réalisation, en association avec Gregory Louis, de la bande originale du film Barbecue d’Éric Lavaine (2014).

### Style musical et influences
Le style de Romain Tranchart se caractérise par une fusion de disco, house et funk, intégrant souvent des échantillons et des lignes de basse percutantes. Parmi ses principales influences figurent Chic, Nile Rodgers, Bernard Edwards, ainsi que les pionniers de la French touch tels que Daft Punk et Cassius.

## Discographie

### Avec Modjo
- 2000 : We In Music – Now That Love Has Gone (Modjo In Remix)
- 2000 : Lady (Hear Me Tonight) (single)
- 2001 : No More Tears (single)
- 2001 : What I Mean (single)
- 2001 : Chillin’ (single)
- 2001 : Modjo (album studio)
- 2002 : Air – People In the City (Modjo Version)
- 2002 : On Fire (single)

### Collaborations et projets solos

#### Albums
- 2007 : Stereo Spirit (Daby Touré)
- 2013 : Le Baiser (Billie)

#### Bandes originales
- 2007 : Sweet Home Iraq (par Johann Bertelli)
- 2014 : Barbecue (Eric Lavaine)
- 2015 : Memorieslab – Treasure Today (par Mathieu César)
- 2017 : DUELS (par Edgar Marie)
- 2017 : TOPOÏ (par Olivier de Bannes)

#### Productions et remixes
- 1999 : Funk Legacy – What You Gonna Do Baby (produit sous le label Vertigo)
- 2002 : Paul Johnson – Still Doo Wap (remix)
- 2002 : Evernote – Once upon a time
- 2002 : RES – Golden Boys (Romain Tranchart Remix)
- 2002 : Shaggy – Hey Sexy Lady (Garage Repaired Mix avec Play Paul)
- 2003 : Mylène Farmer – California (remix avec Rawman)
- 2003 : Shaggy – Strength of a Woman (remix)
- 2004 : Aloud – Sex & Sun (Romain Tranchart’s Sex’n’Sun’n’Rock’n’Roll Remix)
- 2005 : Robert – Nickel (remix)
- 2005 : Robert – Personne (remix avec Gregory Louis)
- 2005 : Salif Keïta – Yambo (remix avec Rico the Wizzard)
- 2005 : Thatum – Nomad Soul
- 2008 : Sébastien Tellier – Sexuality (co-production, mixage, arrangements)

#### Collaborations
- 2011 : Axel Le Baron & Kurbatov – In Love (Romain Tranchart From Modjo Remix)
- 2012 : Deschannel – The Worst Thing Of All (remix avec Gregory Louis)

#### Singles
- 2015 : Rock N’ Roll Radio – Life Is A Dream, We’ll Wake Up And Scream

### Récompenses et distinctions
- 2000 : Disque d’or pour Lady (Hear Me Tonight)
- 2001 : MTV Europe Music Award du Meilleur Groupe Révélation
- 2002 : Victoire de la Musique de l’Album de musique électronique/techno/dance